# Erwin Creed
Pas d'image ? Cliquez ici
Erwin Creed, né le 15 décembre 1980 à Mission[Où ?][réf. nécessaire], est un parfumeur et un pilote automobile français.

## Palmarès

### 24 Heures du Mans
| Année | Écurie             | Copilotes                    | Voiture               | Classe | Tours | Pos. | Class Pos. |
| ----- | ------------------ | ---------------------------- | --------------------- | ------ | ----- | ---- | ---------- |
| 2018  | Larbre Compétition | Romano Ricci Thomas Dagoneau | Ligier JS P217-Gibson | LMP2   | 332   | 32e  | 12e        |
| 2019  | Larbre Compétition | Romano Ricci Nicholas Boulle | Ligier JS P217-Gibson | LMP2   | 355   | 17e  | 12e        |

### Championnat du monde d'endurance
| Année     | Ecurie             | Châssis        | Moteur                     | Classe | 1     | 2     | 3     | 4     | 5     | 6     | 7     | 8     | Position | Points |
| --------- | ------------------ | -------------- | -------------------------- | ------ | ----- | ----- | ----- | ----- | ----- | ----- | ----- | ----- | -------- | ------ |
| 2018-2019 | Larbre Compétition | Ligier JS P217 | Gibson GK428 4,2 L V8 Atmo | LMP2   | SPA 6 | LMS 6 | SIL 6 | FUJ 5 | SHA 6 | SEB 4 | SPA 7 | LMS 4 | 6e       | 85     |

### European Le Mans Series
| Année | Écurie         | Châssis   | Moteur                      | Classe | 1      | 2     | 3        | 4      | 5   | 6        | Position | Points |
| ----- | -------------- | --------- | --------------------------- | ------ | ------ | ----- | -------- | ------ | --- | -------- | -------- | ------ |
| 2017  | M.Racing - YMR | Norma M30 | Nissan VK50VE 5.0 L V8 Atmo | LMP3   | LEC 10 | MON 1 | RBR Abd. | SIL NC | SPA | ALG Abd. | 12e      | 26     |